# Port lotniczy Warri
Port lotniczy Warri (IATA: QRW, ICAO: DNSU) – port lotniczy położony w OSubi, w stanie Delta, w Nigerii. 

## Linie lotnicze i połączenia
| Linia Lotnicza   | Kierunek                      |
| ---------------- | ----------------------------- |
| Aero Contractors | 1. Lagos 2. Port Harcourt-NAF |
| Air Peace        | 1. Abudża 2. Lagos            |
| Arik Air         | 1. Abudża 2. Lagos            |